# Verdienter Militärflieger der Russischen Föderation
| Verdienter Militärflieger der Russischen Föderation         |
| Bandorden (Avers)                                           |
| ----------------------------------------------------------- |
| - Stiftung: 30. März 1992 - Erstverleihung: 16. August 1992 |

Der Ehrentitel Verdienter Militärflieger der Russischen Föderation (russisch Заслуженный военный лётчик Российской Федерации) ist eine von drei staatlichen militärischen Auszeichnungen, die an historische Traditionen russischer Streitkräfte anknüpfen und diese weiter tragen. Das zugehörige Ehrenzeichen wurde in Form einer Medaille am Band gemäß Gesetzerlass der Russischen Föderation vom 30. März 1992 gestiftet und wird durch den Präsidenten der Russischen Föderation verliehen. Die Erstverleihung erfolgte am 16. August 1992. 

## Verleihungsbedingungen
Der Ehrentitel wird verliehen für besondere Verdienste bei der Weiterentwicklung der Luftfahrttechnik, für ausgezeichnete Ergebnisse auf dem Gebiet der Ausbildung und Erziehung des fliegenden Personals bei gleichzeitig langjähriger Flugerfahrung in der militärischen Luftfahrt ohne selbstverschuldeten Flugunfall. 

## Aussehen und Trageweise
Die aus Buntmetall bestehende versilberte Medaille wurde dem Ehrenzeichen „Verdienter Militärflieger  der UdSSR“ nachempfunden und hat die Form eines ungleichseitigen Achtecks (27 × 23 mm). Das Avers zeigt ein vergoldetes nach links aufsteigendes Jagdflugzeug, das sowohl mit seiner Rumpfsitze wie auch dem Heckleitwerk über den Medaillenrand hinausragt. Links darüber ist die dreizeilige Inschrift Заслуженный Военный Лётчик (de: Verdienter Militärflieger) aufgebracht. Mittig unterhalb des Flugzeuges ist der Schriftzug  РОССИЯ  (de: Russland) vor einem rechtsgerichteten Lorbeerzweig zu sehen. Getragen wird die Medaille – wie alle staatlichen Auszeichnungen – an der rechten Brustseite der Uniformjacke. Die Medaille hängt an einer silberfarbenen rechteckigen Spange, die mit Stoffband in den Landesfarben weiß/blau/rot bezogen ist. Eine Interimsspange zur Ordensschnalle wurde nicht verliehen.
Siehe dazu auch
Träger des Ehrentitels Verdienter Militärflieger der Russischen Föderation

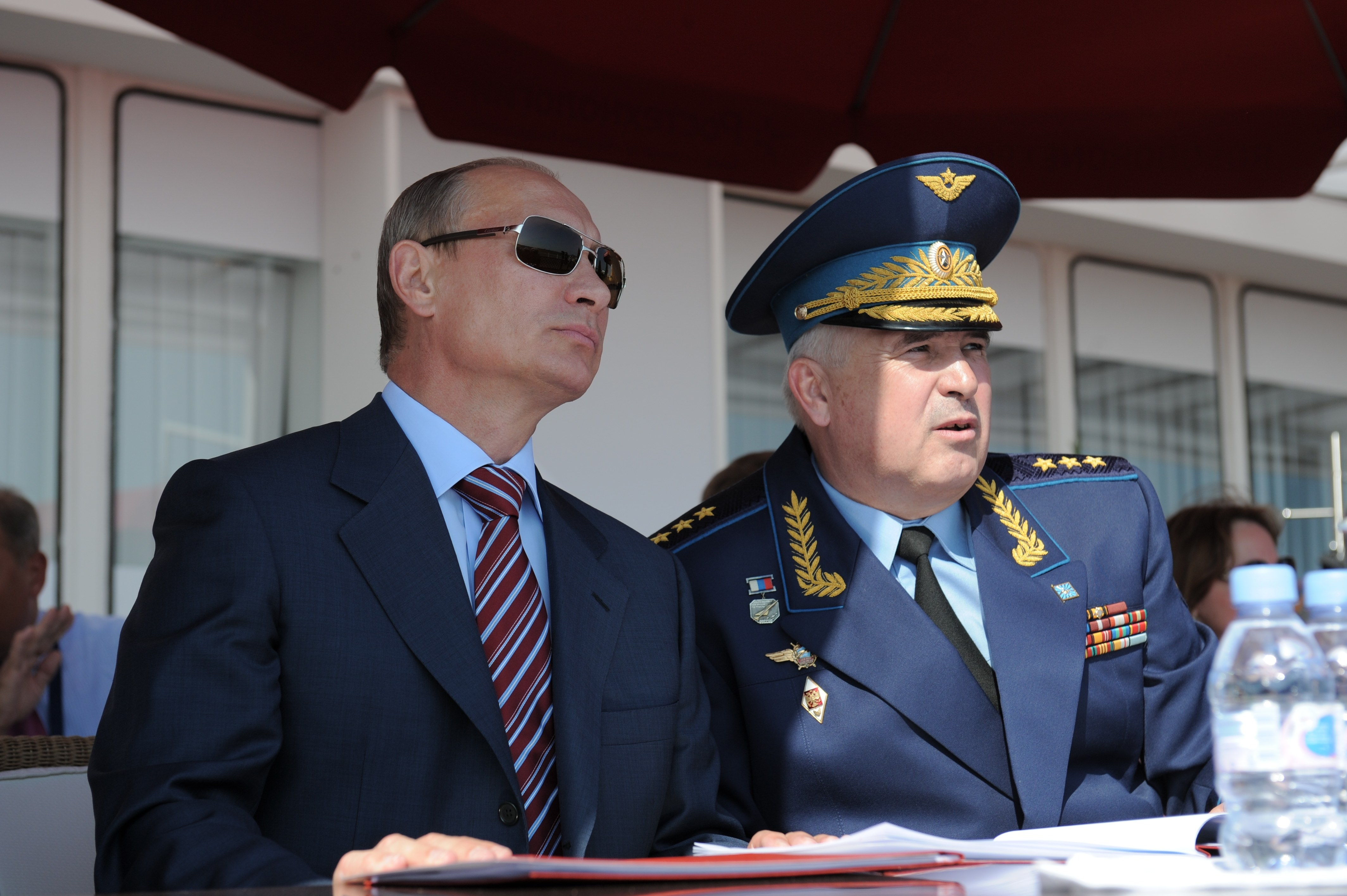
Generaloberst der Flieger Alexander Zelin
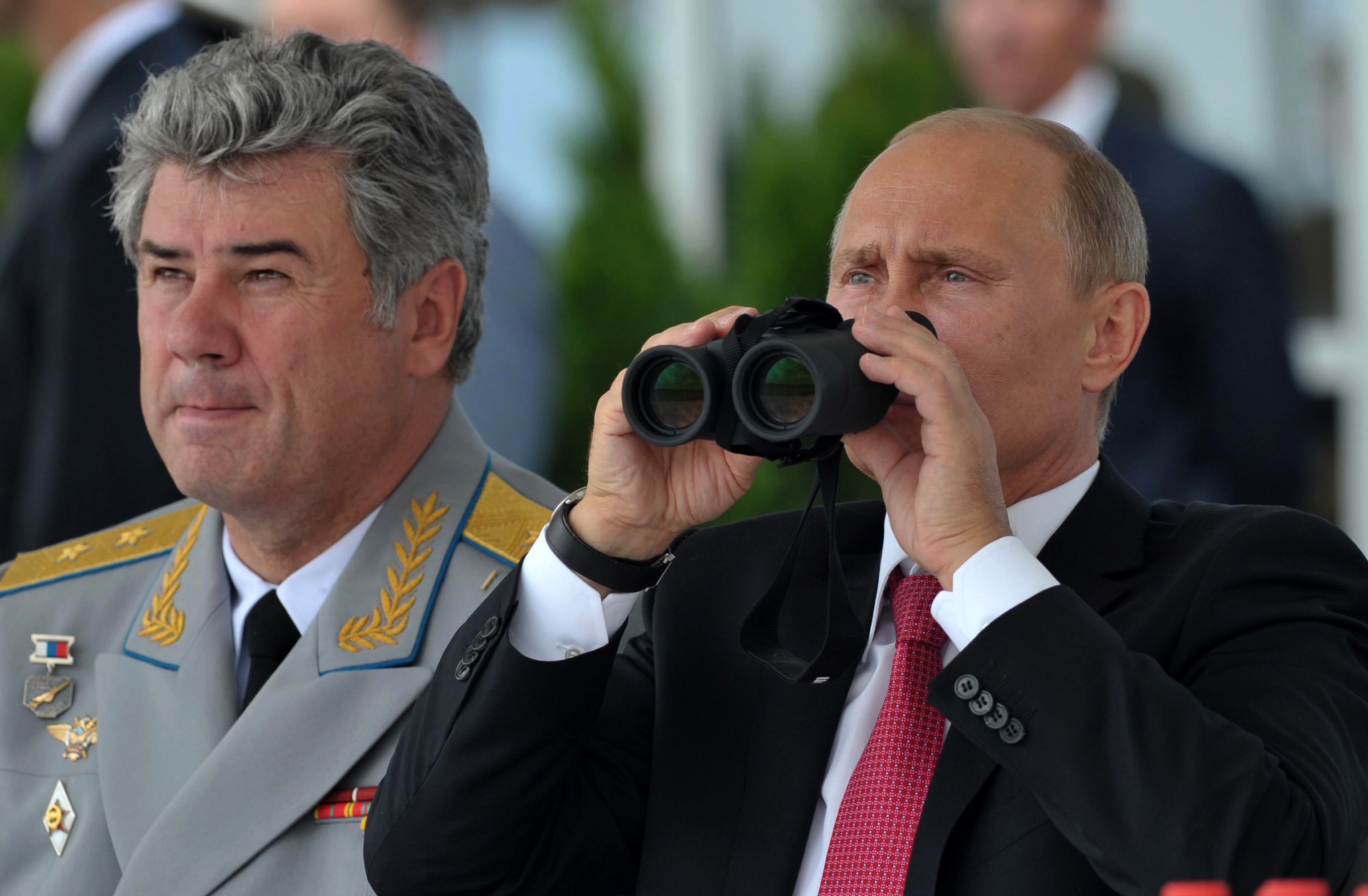
Generalleutnant der Flieger Wiktor Bondarew
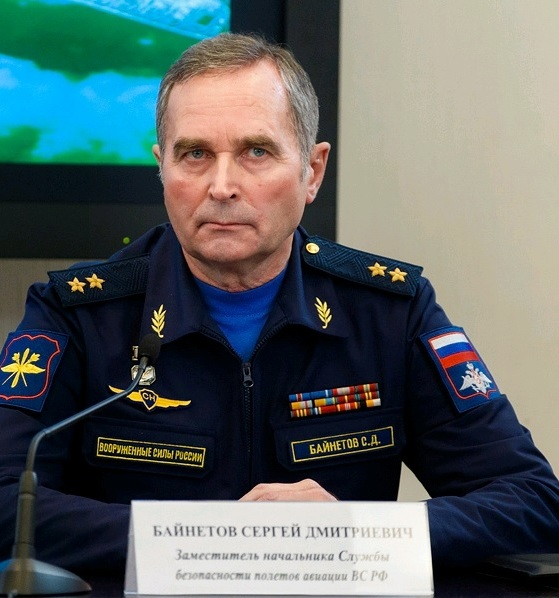
Generalleutnant Sergei Bainetow